# كيريل كوتوف
كيريل كوتوف (9 فبراير 1983 في روسيا - ) هو لاعب كرة قدم روسي في مركز الوسط. لعب مع أرسنال تولا وأنجي محج قلعة ولوكوموتيف موسكو ونادي دينامو الداغستاني ونادي ساتورن رامنسكوي وFC Zhemchuzhina-Sochi ‏ ونادي دينامو سانت بطرسبرغ ‏ وFC MVD Rossii Moscow ‏ وFC Vityaz Podolsk ‏ وFC Reutov ‏.

## وصلات خارجية
- كيريل كوتوف على موقع قاعدة بيانات كرة القدم.إي يو (الإنجليزية)